# Weigela japonica
Weigela japonica är en tvåhjärtbladig växtart som beskrevs av Carl Peter Thunberg. Weigela japonica ingår i släktet prakttryar, och familjen Diervillaceae. Utöver nominatformen finns också underarten W. j. sinica.